# Шаляпина, Зоя Михайловна
Зоя Михайловна Шаляпина (14 апреля 1946 — 19 октября 2020) — российский лингвист и педагог. Заведующий Отделом языков народов Азии и Африки Института востоковедения РАН (ИВ РАН), кандидат филологических наук. Имеет более 150 научных публикаций.

## Биография
З. М. Шаляпина родилась 14 апреля 1946 г. в Одинцове под Москвой. В 1964 г. поступила на Отделение машинного перевода (с 1967 г. — Отделение прикладной лингвистики) переводческого факультета Московского государственного педагогического института иностранных языков (МГПИИЯ) им. М. Тореза (в настоящее время преобразован в Московский государственный лингвистический университет — МГЛУ) и в 1969 г. окончила это отделение по специальности «прикладная лингвистика, английский и итальянский языки». В 1975 г. защитила кандидатскую диссертацию на тему: «Принципы организации и записи семантической информации в автоматическом словаре».
С января 1968 г. по август 1977 г. З. М. Шаляпина работала в Лаборатории машинного перевода МГПИИЯ им. М. Тореза, исследуя принципы организации и записи различных типов знаний о естественном языке при создании лингвистического обеспечения системы англо-русского автоматического перевода АРАП. Система была задумана как реализация модели естественного языка «Смысл ↔ Текст», но из-за отсутствия вычислительной техники и программистов осталась чисто теоретической разработкой. В её рамках З. М. Шаляпиной были впервые выработаны принципы «словарно-ориентированной» организации лингвистического описания, которые составляют теоретическую основу развиваемого ею в настоящее время сущностного подхода к языку (см. ниже).
С августа 1977 г. З. М. Шаляпина работает в Отделе языков народов Азии и Африки Института востоковедения РАН, в том числе с конца 1995 г. в должности заведующего Отделом.
Основным направлением исследований З. М. Шаляпиной является японско-русский автоматический перевод. В круг её научных интересов входят также общая теория и философия естественного языка при его компьютерном моделировании, универсальные методы организации формализованного лингвистического описания, принципиальные аспекты соотношения в языке его различных уровней и ярусов, а также создание конкретных формализмов для записи морфологической, синтаксической и семантической информации о языковых единицах и разработка на этой основе процедурных и информационных моделей морфологии и синтаксиса японского и русского языков для задач японского анализа, японско-русского межъязыкового перехода и русского синтеза .
Исследования З. М. Шаляпиной, неоднократно поддерживались грантами РГНФ и РФФИ. В 1994—1996 гг. ей была предоставлена Государственная (президентская) стипендия. В 1999 г. она получила благодарность Президента РАН в связи с 275-летием Российской Академии Наук.
В течение 1988—2002 гг. З. М. Шаляпина сочетала исследовательскую деятельность с работой в высшей школе, прежде всего в Московском государственном университете и в Российском государственном гуманитарном университете, где вела лекционные курсы и семинарские занятия по общим проблемам автоматического перевода, а также по теоретическим и практическим вопросам формализованного описания различных аспектов естественного языка при компьютерном моделировании переводческой деятельности человека. Под её руководством защищены две кандидатские диссертации.

## Важнейшие научные результаты

### 1. Трехмерная Стратификационная модель языка (ТмС-модель)
Модель представляет лингвистическую компетенцию человека как трехмерное языковое пространство, формируемое осями обозначения, членения и обобщения. По этим трем осям могут быть распределены все языковые уровни. На базе такой трехмерной модели лингвистической компетенции обоснована возможность и необходимость принципиально различных моделей для одних и тех же компонентов лингвистической деятельности человека в зависимости от её целей и условий.

### 2. Сущностный подход к организации лингвистического описания.
Сущностный подход ставит в центр описания языка элементарную языковую сущность, выступающую в качестве носителя всех основных типов лингвистических знаний, в том числе о языковой синтагматике. Словарь определяется в этих рамках как обобщение текста, грамматика — как обобщение словаря. Универсальным средством описания синтагматических отношений служит понятие структурной валентности языковой сущности, получающее двустороннюю (семантико-синтаксическую) трактовку. В тексте валентности языковых сущностей могут реализоваться либо прямо: в виде синтагматических отношений, устанавливаемых непосредственно между носителем и заполнителем валентности, — либо косвенно: путём делегирования валентности от её исходного носителя к тому или иному из его структурных спутников в данном контексте для дальнейшей её реализации (опять-таки прямой или косвенной) уже при этом контекстном наследнике данной валентности. Все аспекты языковых структур могут получать в таком описании статистические оценки. Подход предоставляет широкие возможности также для выявления лингвистических аналогов таких понятий искусственного интеллекта, как отношения наследования и механизмы умолчаний.

### 3. Формальная модель процесса перевода.
Модель перевода определяется, с одной стороны, как пример принципиально вариативных моделей лингвистической деятельности в рамках единой трехмерной модели языковой компетенции и, с другой стороны, как общетеоретическая база для построения компьютерных переводческих моделей.

### 4. Компьютерная среда для экспериментальных лингвистических исследований.
В этих рамках построена 1-я очередь экспериментальной системы японско-русского автоматического перевода ЯРАП, включающая: модуль японской графической системы (канд. техн. наук В. И. Любченко и канд. филол. наук А. В. Костыркин), модули японского лексико-морфологического анализа JapAn и японско-русского межъязыкового перехода JaRus (разработчик математического и программного обеспечения канд. физ.-мат. наук Л. С. Модина) и модуль русского синтеза RussLan (разработчик математического и программного обеспечения доктор. физ.-мат. наук М. И. Канович). Ведется работа над модулем семантико-синтаксического анализа японского языка (разработчик математического и программного обеспечения канд. филол. наук А. В. Костыркин, в разработке лингвистического обеспечения участвуют канд. филол. наук А. С. Панина и Е. С. Тарасова).

## Основные научные труды

### Диссертация и монографии
- 1. Вопросы организации и записи семантической информации в автоматическом словаре. Диссертация на соискание учен. степени канд. филол. наук. — М.: МГПИИЯ им. М.Тореза, 1975. 340 с.
- 2.	Макет лингвистического обеспечения системы японско-русского автоматического перевода ЯРАП: общая структура и основные компоненты / АН СССР. Ин-т востоковедения. М., 1980. 235 с. Библиогр.: с. 228—232. Рукопись деп. в ИНИОН АН СССР No. 5344 от 12.05.80 г.
- 3.	Экспериментальный комплекс ЯРАП для лингвистических исследований в области японско-русского автоматического перевода: первая очередь. / Институт востоковедения РАН. Москва, 2001. 404 с, библиогр. 77 назв. Рукопись депонирована в ИНИОН РАН 5.11.01 No. 56804.

(соавторы: Л. С. Модина, М. И. Канович, В. И. Любченко, А. С. Панина,Н. И. Сенина, В. И. Сивцева, Е. С. Тарасова, И. М. Хайлова, О. А. Штернова)

### Программные продукты
- 4.	Действующая лексико-морфологическая версия экспериментальной системы японско-русского автоматического перевода ЯРАП

	(Рук.: З. М. Шаляпина; разработчики программного обеспечения: Л. С. Модина, М. И. Канович, В. И. Любченко, А. В. Костыркин; участники в разработке лингвистического обеспечения: А. С. Панина, Е. С. Тарасова, О. А. Штернова, Н. И. Сенина, В. И. Сивцева).
- 5.	Действующая система синтеза для русского языка RUSSLAN

	(Рук.: З. М. Шаляпина; разработчик программного обеспечения: М. И. Канович; участник в разработке лингвистического обеспечения: О. А. Штернова).

### Публикации в виде отдельных брошюр
- 6. Модель автоматического синтеза английской орфографии // Публ. проблемной группы по экспериментальной и прикладной лингвистике. Вып. 6. М.: ИРЯ АН СССР, 1970. — 46 с.
- 7. Образцы словарных статей англо-русского автоматического семантического словаря // Публ. проблемной группы по экспериментальной и прикладной лингвистике. Вып. 9. М.: ИРЯ АН СССР, 1970. 58 с

(соавторы: И. А. Мельчук, Н. В. Перцов, А. К. Поливанова, Р. Д. Равич, И. И. Убин, А. С. Чехов)
- 8.	Словарные статьи СКОРОСТЬ, КОРОБКА СКОРОСТЕЙ // Ю. Д. Апресян, И. А. Мельчук, З. М. Шаляпина. Материалы к толково-комбинаторному словарю русского языка — 6 / Публ. проблемной группы по экспериментальной и прикладной лингвистике. Вып. 38. М.: ИРЯ АН СССР, 1971. С. 3-18.

	(соавторы: Ю. Д. Апресян, И. А. Мельчук)
- 9. Экспериментальный фрагмент англо-русского толково-комбинаторного словаря в процессе перевода // Публ. проблемной группы по экспериментальной и прикладной лингвистике. Вып. 16. М.: ИРЯ АН СССР, 1971. 37 с

	(соавторы: А. К. Жолковский, И. А. Мельчук)
- 10.	Язык формальных толкований как средство описания смысла слов при автоматическом переводе // Автоматическая обработка текстов на естественных языках. Тема 1026.1.2. Семинар стран — членов СЭВ. Ереван: АрмНИИНТИ, 1972. 16 с.
- 11.	Семантико-синтаксический анализ в системе англо-русского автоматического перевода (АРАП) // Публ. проблемной группы по экспериментальной и прикладной лингвистике. Вып. 47. М.: ИРЯ АН СССР, 1974. 58 с.

### Основные статьи

#### 1969
- 12.	О способах выражения семантических параметров в английском языке // Машинный перевод и прикладная лингвистика. Вып. 11. М.: МГПИИЯ им. М.Тореза, 1969. С. 106—121.

#### 1970
- 13.	Об основных проблемах построения модели английской орфографии // Машинный перевод и прикладная лингвистика. Вып. 13. М.: МГПИИЯ им. М.Тореза, 1970. С. 151—176.

#### 1972
- 14.	Семантические элементы как основа лексикографического описания: общие принципы и формальный аппарат // Машинный перевод и прикладная лингвистика. Вып. 15. М.: МГПИИЯ им. М.Тореза, 1972. С. 54-98.
- 15.	Язык для записи лингвистической информации в автоматическом словаре // Машинный перевод и прикладная лингвистика. Вып. 16. М.: МГПИИЯ им. М.Тореза, 1972. С. 113—152.

	(соавтор: Н. Г. Арсентьева)

#### 1974
- 16.	Англо-русский многоаспектный автоматический словарь (АРМАС) // Машинный перевод и прикладная лингвистика. Вып. 17. М.: МГПИИЯ им. М.Тореза, 1974. С. 7-67.
- 17.	Об одном подходе к задаче обнаружения синтактико-семантической структуры текста // Лингвистика текста. Часть II. М.: МГПИИЯ им. М. Тореза, 1974. С. 171—177.

#### 1975
- 18.	О соотношении синтаксиса связного текста с синтаксисом предложения // Вопросы методики использования текста в обучении иностранным языкам. М.: МГПИИЯ им. М.Тореза, 1975. С. 217—225.
- 19.	К проблеме построения формальной модели процесса перевода // Теория перевода и научные основы подготовки переводчиков. Часть II. М.: МГПИИЯ им. М.Тореза, 1975. С. 165—172.
- 20.	Система АРАП: словарь, грамматика и их использование при автоматическом анализе // Международный семинар по машинному переводу. М.: ВЦП. С. 135—138.
- 21.	Об англо-русском многоаспектном словаре с грамматическим обеспечением // Вопросы информационной теории и практики. Сборник No.27. М.: ВИНИТИ, 1975. С. 64-87.

(соавторы: Л. А. Афонасьева, Л. Л. Ельницкий, Т. В. Заворызгина, Н. Н. Павлова, Н. В. Перцов, Т. В. Пивоварова, Т. Г. Потемкина, И. И. Убин, А. С. Чехов, М. Г. Шаталова, К. О. Эрастов)

#### 1976
- 22.	К проблеме коммуникативной организации текста и её отражения в семантической записи // Вычислительная лингвистика. М.: Наука, 1976. С. 53-80.

#### 1977
- 23.	Многоаспектный автоматический словарь с грамматическим обеспечением и его использование при автоматическом анализе текстов // «Вопросы кибернетики». Формализация языковых данных. Вып. 17. М.: Советское радио, 1977. С. 95-115.

#### 1979
- 24.	Формальный язык для записи толкований слов и словосочетаний // Проблемы кибернетики. Вып. 36. М., 1979. С. 247—278.
- 25.	Язык для записи семантической информации о единицах естественного языка: общая структура и некоторые возможности использования // Синтаксический и семантический компонент лингвистического обеспечения. Н.: ВЦ СО АН СССР, 1979. С. 33-46.

#### 1980
- 26.	Семантические элементы, семантические отношения и их взаимосвязь в системе элементарных семантических единиц // Представление знаний и моделирование процессов понимания. Н.: ВЦ СО АН СССР, 1980. С. 31-46.
- 27.	Автоматический перевод как моделирование переводческой деятельности человека // Международный форум по информации и документации, 1980, том. 5, № 2. С. 16-20.
- 28.	Automatic translation as a model of the human translation activity // International Forum on Information and documentation, 1980, v.5, No.2. P.18-23.
- 29.	Problems of formal representation of text structure from the point of view of automatic translation // COLING 80. Proceedings of the 8th International Conference on Computational Linguistics. Sept. 30 — Oct. 4, 1980, Tokyo. Tokyo, 1980. P. 174—182.
- 30.	К вопросу об операционном критерии разграничения слова и морфемы в связи с задачей формального анализа японских текстов // Тезисы рабочего совещания по морфеме. М.: Наука. Гл. ред. вост. литературы, 1980. С. 108—115.

#### 1981
- 31.	Межфразовые связи как способ реализации лексических валентностей // Аспекты изучения текста. М.: УДН, 1981. С. 80-87.
- 32.	Система англо-русского автоматического перевода (АРАП) и японско-русского автоматического перевода (ЯРАП) // Синтаксический компонент в системах машинного перевода / Всесоюзный центр переводов. Сер. 2. Машинный перевод и автоматизация информационных процессов. 5. М.: ВЦП, 1981. С. 62-69.

	(соавтор: И. М. Кудряшова)

#### 1982
- 33.	Об одном способе формализации понятия лингвистической нормативности в целях автоматической обработки текстов // Формальное представление лингвистической информации. Новосибирск, 1982. С. 20-37.
- 34.	Синтаксис и семантика в системе англо-русского автоматического перевода АРАП // Актуальные вопросы практической реализации систем автоматического перевода. Часть 1. М.: МГУ, 1982. С. 184—204.
- 35.	Лексико-синтаксическая структура предложения как показатель его коммуникативной организации // Теоретические проблемы восточного языкознания. Часть вторая. М.: Наука. Гл. ред. вост. лит-ры, 1982. С. 129—136.
- 36.	Сегментация и морфологический анализ японского текста // Переработка текста методами инженерной лингвистики. Минск: МГПИИЯ, 1982. С. 67-69.

	(соавтор: И. М. Хайлова)

#### 1983
- 37.	Вариативность как свойство языковой системы // Изв. АН СССР. Сер. лит-ры и языка, 1983, т.42. No.4. С. 383—391.

	(соавторы: М. С. Каменева, И. М. Кобозева)

#### 1984
- 38.	Коммуникативная организация предложения: функциональное содержание и средства выражения // Восточное языкознание: грамматическое и актуальное членение предложения. М.: 1984. С. 146—157.

#### 1985
- 39.	Три функции языкового знака и проблемы их отражения в лингвистическом описании // Проблемы функциональной грамматики. М. 1985. С. 103—120.
- 40.	О двух типах условий кореферентности валентностей в предикатно-актантных конструкциях // Типология конструкций с предикатными актантами. Л.: Наука, 1985. С. 46-50.

#### 1986
- 41.	О морфолого-синтаксическом статусе некоторых японских грамматических единиц (в связи с общими проблемами разграничения морфологии и синтаксиса в естественном языке) // Актуальные проблемы японского языкознания. М. 1986. С. 69-103.
- 42.	Some problems of distinguishing between word and morpheme in Japanese // Travaux de linguistique Japonaise, vol. VIII. Universite de Paris 7. UER. Langues et civilisations de l’Asie Orientale. Paris, 1986. P. 131—124.

#### 1987
- 43.	Принципы формального анализа японского текста в связи с задачей его перевода // Проблемы языков Азии и Африки. Варшава, 1987. С. 111—126.
- 44.	К вопросу о валентности как средстве представления синтагматической информации в автоматическом словаре // Сочетание лингвистической и внелингвистической информации в автоматическом словаре. Ереван.: Изд-во АН АрмССР, 1987. С. 187—189.

#### 1988
- 45.	Three functions of language sign and the problem of their representation in linguistic description // Linguistics: A Soviet Approach. M.S.Andronov, Bhakti P. Malik, eds., Swapan Banerjee, coed. [Indian Journal of Linguistics]. Calcutta, 1988. P. 110—142.
- 46.	К проблеме моделирования языковой компетенции и языковой деятельности человека в рамках общей модели языковой действительности // Референция и проблемы текстообразования [Проблемная группа "Логический анализ языка]. М.: Ин-т языкознания АН СССР, 1988. С. 214—234.
- 47.	Текст как объект автоматического перевода // Текст и перевод. М.: Наука, 1988. С. 113—129.

#### 1990
- 48.	Современное состояние машинного перевода // Справочник. Искусственный интеллект. Книга 1. Системы общения и экспертные системы. Глава 11. М.: Радио и связь, 1990. С. 248—261.

	(соавтор: Н. Н. Леонтьева)
- 49.	Отечественные системы машинного перевода // Справочник. Искусственный интеллект. Книга 1. Системы общения и экспертные системы. Глава 12. М.: Радио и связь, 1990. С. 216—248.

	(соавторы: А. Д. Бакулов, Н. Н. Леонтьева)
- 50.	Об одном подходе к выделению фразеологических единиц в связи с задачами автоматической обработки текстов // Фразеография в машинном фонде русского языка. М.: Наука, 1990. С. 188—195.

#### 1991
- 51.	Словарь как единая форма организации формализованного лингвистического описания // Proceedings of the Fourteenth International Congress of Linguists. II. Berlin: Akademie-Verlag, 1991. P. 1244—1247.
- 52.	Грамматика и её соотношение со словарем при словоцентрическом подходе к языку (На опыте формализованного лингвистич. описания) // ВЯ, 1991, № 5. С. 42-54.

#### 1993
- 53.	Экспериментальный комплекс ЯРАП/л для лингвистических исследований по японско-русскому автоматическому переводу // Языки Юго-Восточной Азии, Дальнего Востока и Западной Африки: сходства и различия. М., 1993. С. 17-20.

	(соавтор: Л. С. Модина)

#### 1994
- 54.	The JaRAP experimental system of Japanese-Russian automatic translation // COLING 94. The 15th International Conference on Computational Linguistics. Proceedings. Vol. I. Kyoto, 1994. P. 112—114.

(соавтор: Л. С. Модина)
- 55.	The RUMORS system of Russian synthesis // COLING 94. The 15th International Con/ference on Computational Linguistics. Proceedings. Vol. I. Kyoto, 1994. P. 177—179.

(соавтор: М. И. Канович)

#### 1995
- 56.	Лингвистическая избыточность как фактор организации лексико-морфологической базы в модели русского словоизменительного синтеза // DIALOG '95. Труды Международного семинара по компьютерной лингвистике и её приложениям. Казань, 1995. С. 133—139.

(соавтор: М. И. Канович).
- 57.	Принципы организации лингвистических знаний в объектно-ориентированной модели лексико-морфологической системы японского языка // DIALOG '95. Труды Международного семинара по компьютерной лингвистике и её приложениям. Казань, 1995. С. 198—205.

(соавтор: Л. С. Модина).

#### 1996
- 58.	Автоматический перевод: эволюция и современные тенденции // Вопросы языкознания, 1996, No.2. С. 105—117.
- 59.	Принципы анализа японских текстов при моделировании японской лексико-морфологической системы // Труды международного семинара ДИАЛОГ '96 по компьютерной лингвистике и её приложениям. М., 1996. С. 169—174.

	(соавтор: Л. С. Модина)
- 60.	Словоизменение и простейшие виды словообразования в модели русской морфологии, ориентированной на задачи синтеза // Труды международного семинара ДИАЛОГ '96 по компьютерной лингвистике и её приложениям. М., 1996. С. 97-102.

	(соавтор: М. И. Канович).

#### 1997
- 61.	Русский морфологический и морфолого-синтаксический синтез по неполной и/или неточной входной информации // Русский язык как иностранный: лингвистические проблемы. М.: «ИКАР», 1997. С. 137—147.

	(соавтор: М. И. Канович).
- 62.	Об одном формализме для записи толкований слов и словосочетаний // В кн.: Обработка текста и когнитивные технологии. Вып.1. М., Пущино: ОНТИ ПНЦ РАН, 1997. С. 73-110.
- 63.	Об одном возможном подходе к задаче анализа японских текстов при их автоматической обработке // Проблемы компьютерной лингвистики. Минск: Минский Гос. лингвистический ун-т, 1997. С. 110—144.
- 64.	Словари различных лингвистических уровней в модели японско-русского автоматического перевода ЯРАП // Актуальные проблемы теоретической и прикладной лексикографии. Иваново: Юнона, 1997. С. 238—249.

	(соавторы: Л. С. Модина, М. И. Канович, В. И. Любченко, А. С. Панина, Н. И. Сенина, В. И. Сивцева, Е. С. Тарасова, И. М. Хайлова, О. А. Штернова)

#### 1998
- 65.	Towards a conception of linguistic competence underlying diverse modes of linguistic performance // Proceedings of the XVIth International Congress of Linguists // Caron, B. (ed.). ISBN 0-08-043438-X CD-ROM. Pergamon, Oxford: Elsevier Science Ltd., 1998. Paper № 0430. 26 p.

#### 1999
- 66.	Экспериментальный комплекс ЯРАП как инструмент сопоставительных лингвистических исследований // Общее и восточное языкознание. М.: Современный писатель, 1999. С. 64-79.

(соавторы: Л. С. Модина, М. И. Канович)
- 67.	Оппозиция «часть-целое» и сущностный подход к моделированию языковой компетенции // Роман Якобсон: тексты, документы, исследования. М., 1999. С. 541—551.
- 68.	Межъязыковые операции в модели японско-русского автоматического перевода ЯРАП // Электронные библиотеки и базы данных по истории Евразии в средние века. Вып. 7. М.: ИВ РАН, 1999. С. 172—231.

(соавтор: Л. С. Модина)
- 69.	Система ИРИС — иероглифический редактор и справочник по японской графике и лексике // V-я международная конференция по языкам Дальнего Востока, Юго-Восточной Азии и Западной Африки. Санкт-Петербург, 1999. С. 52-58.

(соавторы: В. И. Любченко, А. В. Костыркин, Л. С. Модина, И. И. Сенина, В. М. Сивцева)
- 70.	Организация лексико-синтаксических знаний в модели русского синтеза RUMORS // Труды Международного семинара Диалог’99 по компьютерной лингвистике и её приложениям. Том 2. Таруса, 1999. С. 326—333.

	(соавторы: М. И. Канович, О. А. Штернова)

#### 2000
- 71.	Средства компьютерной обработки японских текстов, разрабатываемые в Институте востоковедения РАН // Бюллетень Общества востоковедов РАН. 4. М.: ИВ РАН, 2000. С. 104—118.
- 72.	Лексико-синтаксическая информация в словаре для автоматического перевода (В рамках сущностного подхода к лингвистическому описанию) // Словарь в современном мире. Иваново, 2000. С. 117—121.

	(соавторы: М. И. Канович, А. В. Костыркин, Л. С. Модина)
- 73.	The JaRAP experimental environment as a tool for contrastive studies of Japanese and Russian // Вторая зимняя типологическая школа. Материалы международной школы-семинара молодых ученых по лингвистической типологии и антропологии. Москва: РГГУ, ИВ РАН и др., 2000. С. 72-77.

#### 2001
- 74.	Структурные валентности как универсальный инструмент описания языковой сочетаемости (при сущностном подходе к её моделированию) // Московский. лингвистический журнал, 2001, том 5, № 2. с. 35-84.
- 75.	Ещё раз о границах японского синтаксиса. Once more on the scope of Japanese syntax // VI-я Международная конференция по языкам Дальнего Востока, Юго-Восточной Азии и Западной Африки. Санкт-Петербург: С.-ПбГУ, Вост.фак-т, 2001. С. 160—176.
- 76.	Japanese with relation to Russian in the JaRAP system of Japanese-Russian automatic translation // International Conference. Japan Phenomenon: Views from Europe. Moscow, 2001. P. 132—139.

#### 2003
- 77.	Программа курса «Проблемы и методы автоматического перевода» // Московский лингвистический журнал, 2003, 7, 1. С. 125—154.
- 78.	RUSSLAN: A System of Russian Language Generation // Investigations into Formal Slavic Linguistics / Linguistik International. Band 10. Frankfurt am Main, Berlin et al.: Peter Lang Verlag, 2003, pp. 385—403.

	(соавторы: Е. Г. Борисова, М. И. Канович, А. С. Панина, Е. С. Тарасова, О. А. Штернова)
- 79.	Функции межъязыкового перехода в системе японско-русского автоматического перевода ЯРАП // Языки Дальнего Востока, Юго-Восточной Азии и Западной Африки. Часть II. М.: ИСАА при МГУ, 2003. С. 181—192.

#### 2005
- 80.	An Entity-based Linguistic Framework. The Case of Japanese Syntax // Paris Lectures in Japanese Linguistics. Tokyo: Kurosio Publishers, 2005, pp. 167—211.
- 81.	Многофункциональность аппарата лексических функций и некоторые возможности его применения и развития // Восток — Запад. Вторая международная конференция по модели «Смысл ↔ Текст». М.: Языки славянской культуры, 2005. С. 447—457.
- 82.	Принципы описания японского синтаксиса в системе японско-русского автоматического перевода ЯРАП // Актуальные вопросы японского и общего языкознания. Памяти И. Ф. Вардуля. М.: Издательская фирма «Восточная литература» РАН, 2005. С. 210—244.

	(соавтор: А. В. Костыркин)
- 83.	Система японско-русского автоматического перевода ЯРАП/1: первые экспериментальные результаты // Бюллетень Общества востоковедов РАН, 2005, 10. С. 164—226.

#### 2006
- 84. Аппарат R-отсылок как универсальное средство синтаксического синтеза на опыте разработки системы русского синтеза RussLan) // Компьютерная лингвистика и интеллектуальные технологии. Труды Международной конференции «Диалог 2006» — М.: Изд-во РГГУ, 2006. С. 207—213.

	(соавтор: М. И. Канович)
- 85. Some Aspects of Valency Inheritance in Japanese // Kinship in the Altaic World. Wiesbaden: Harrassowitz Verlag, 2006. P. 269—282.